# Caméra Kinétographe
Le Kinétographe est la première caméra argentique de l’histoire du cinéma, conçue par l’inventeur et industriel américain Thomas Edison en collaboration avec son ingénieur électricien, William Kennedy Laurie Dickson, secondé par William Heise, spécialiste du télégraphe électrique. Elle enregistre les premiers films sur support photographique, en tout 148 films de 1890 à septembre 1895.

## Histoire
Aux dires mêmes d’Edison, ce sont les jouets optiques qui l’ont inspiré. Un jouet optique est une petite machine de salon, destinée à l’éducation des enfants des classes aisées et férues de sciences expérimentales (Phénakistiscope, Stroboscope, Zootrope, Praxinoscope, Zoopraxiscope). Le spectacle offert est très bref et cyclique (moins de 2 secondes), le plus souvent composé de dessins qui représentent les positions successives d’un corps ou d'un phénomène en mouvement.

### Premiers essais
Dès le début, Edison imagine de coupler l’enregistrement du son, dont il est l’un des pionniers (il a inventé le Phonographe) avec la prise de vues animées, un système audiovisuel complet : « On pourrait ainsi assister à un concert du Metropolitan Opera cinquante ans plus tard, alors que tous les interprètes auraient disparu depuis longtemps ».

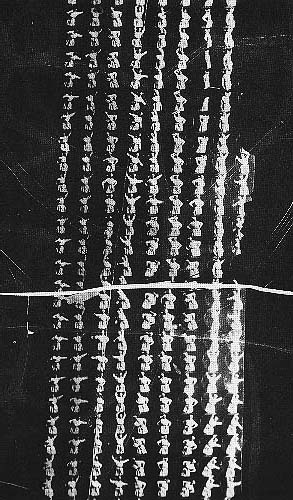
Tirage positif sur papier d’une prise de vues avec le cylindre en verre.

Cette vision impressionnante d’Edison est malheureusement une impasse, du moins pour le moment. Pourtant, tout au long de ses recherches et de celles de Dickson, Edison sera obnubilé par ce but qu’il croit à tort son équipe et lui-même capables de mener à bien et dans les meilleurs délais. L'idée originale d'Edison est de faire entraîner par le même axe moteur :
1. un cylindre de cire sur lequel serait gravé, puis lu, le son de la scène enregistrée,
2. un enregistrement de photographies, chacune d'une largeur de 1/8e de pouce, directement sur un second cylindre (appelé aussi "tambour photographique") disposé côte à côte avec le premier cylindre. Le démarrage de l’axe moteur provoque une rotation parfaitement simultanée, et donc synchronisée, des deux machines.

Le cylindre-image est fabriqué en verre pour la prise de vues négative, utilisant la technique dite du collodion humide (la "gélatine humide") déposé à même le cylindre, le verre démontable permettant de plonger le dispositif dans les bains de développement et de fixage. L’objectif se déplace latéralement, à la manière du graveur du phonographe, et les images, formées par l’objectif et un système d’obturateur destiné à couper la persistance rétinienne entre chaque instantané, se suivent selon un schéma hélicoïdal. Les images positives sont déposées sur un cylindre en matériau opaque. Tandis que le cylindre phonographique est lu de la même façon qu’il a été enregistré, par une aiguille, les instantanés, eux, sont vus à travers un tube de vision qui en donne une minuscule image.
Le problème sur lequel les essais vont achopper, malgré les nombreux et savants calculs préalables, est la masse d’informations nécessitée par les images en mouvement. Alors que le cylindre-son permet d’enregistrer quelques minutes de son, le cylindre-images, à raison d’au moins douze instantanés à la seconde – ce qui ne donne pas le meilleur résultat sur le plan de la fluidité du mouvement enregistré – exige une place considérable pour quelques secondes seulement de prise de vues. Dickson diminue alors les images, passant d’une largeur de 1/8e de pouce à 1/32e de pouce. Mais la définition de l’image devient médiocre.« Des silhouettes blanches s'agitent sur un fond noir et sont généralement aussi inhumaines que des pantins. On peut les comparer à des ombres chinoises en négatif ».
Cette première période, de 1887 et 1888 est donc un échec. D’autres chercheurs dans le monde se heurtent au même problème qui est celui du visionnement. Ainsi, le Français Louis Aimé Augustin Le Prince fabrique en 1888 un appareil que l’on peut assimiler à la chronophotographie développée par le physiologiste Étienne-Jules Marey. Mais la motivation de Marey n’est pas de créer un nouveau spectacle, il veut « suspendre le temps ». « La chronophotographie (du grec kronos, temps, phôtos, lumière, et graphein, enregistrer), rassemble des travaux de laboratoire qui visent à suspendre le temps pour analyser le mouvement de sujets vivants, êtres humains ou animaux, de ce que Marey nomme d’un terme magnifique, « la machine animale ». Mais les adeptes de la chronophotographie ne recherchent pas le spectaculaire, seule compte pour eux l’expérience scientifique. » « Le cinéma ne doit presque rien à l'esprit scientifique... Il est significatif que Marey ne s'intéressait qu'à l'analyse du mouvement, nullement au processus inverse qui permettait de le recomposer ».
Le Prince, à l’égal d’Edison, recherche « le spectaculaire », mais ses films sur papier, comme ceux d’Edison, ne sont pas visibles en projection ou par tout autre moyen capable de reproduire le mouvement enregistré.

### Le Kinétographe 19 mm
C’est au chimiste John Carbutt que l’on doit d’avoir débloqué l’impasse dans laquelle étaient prisonniers les chercheurs qui rêvaient de faire bouger la photographie. Il invente un support transparent, souple et résistant, en nitrate de cellulose, que son employeur, l'industriel George Eastman, met sur le marché américain de la photographie dès 1888, et qui sera distribué à partir de 1889 au Royaume-Uni et en France. Ce support, enduit de produit photosensible, se présente sous la forme d’un ruban de 70 mm de large découpé en petits rouleaux pour charger un nouveau concept d’appareil photo, le Kodak, destiné au plus grand nombre et qui abandonne l’usage des traditionnelles plaques de verre, lourdes et fragiles, délicates à manipuler.
George Eastman consent à en vendre à Edison qui charge Dickson de fabriquer un appareil, la caméra Kinétographe (d’après le grec ancien kinetos et graphein qui signifient respectivement "mouvement" et "écrire"), dont il imagine le fonctionnement avec ce nouveau support Kodak. Edison a été tout jeune un habile employé du télégraphe électrique et il se souvient du mécanisme de déroulement du fragile ruban en papier qui reçoit les télégrammes. Ce ruban est perforé pour permettre son entraînement automatique par le système de marquage des points et traits du code de Samuel Morse. L’équipe d’Edison découpe le ruban Eastman en deux bandes de 19 mm de large (³⁄₄ de pouce) qui sont alors dotées de perforations prévues pour son entraînement dans la caméra. La pellicule se déplace horizontalement derrière l’objectif grâce à une roue à rochet à commande électrique, un système déjà existant dans l’industrie, qui provoque la rotation intermittente d’un tambour denté (fig. 3 et 4, figures à 90° l’une de l’autre). Un obturateur  à disque mobile (fig. 5) est en rotation devant la fenêtre de cadrage du film qui reçoit l’image formée par l’objectif, le passage de ses secteurs ouverts est lié mécaniquement à la rotation du tambour denté : un secteur ouvert se présente au moment où la roue à rochet laisse immobile le tambour afin d’exposer un photogramme, un secteur fermé se présente quand la roue à rochet libère le tambour qui déplace la pellicule d’un cran pour aller exposer un autre photogramme. Les photogrammes sont circulaires, dernier vestige et influence des jouets optiques. Leur diamètre est d'environ 13 mm (¹⁄₂ pouce).

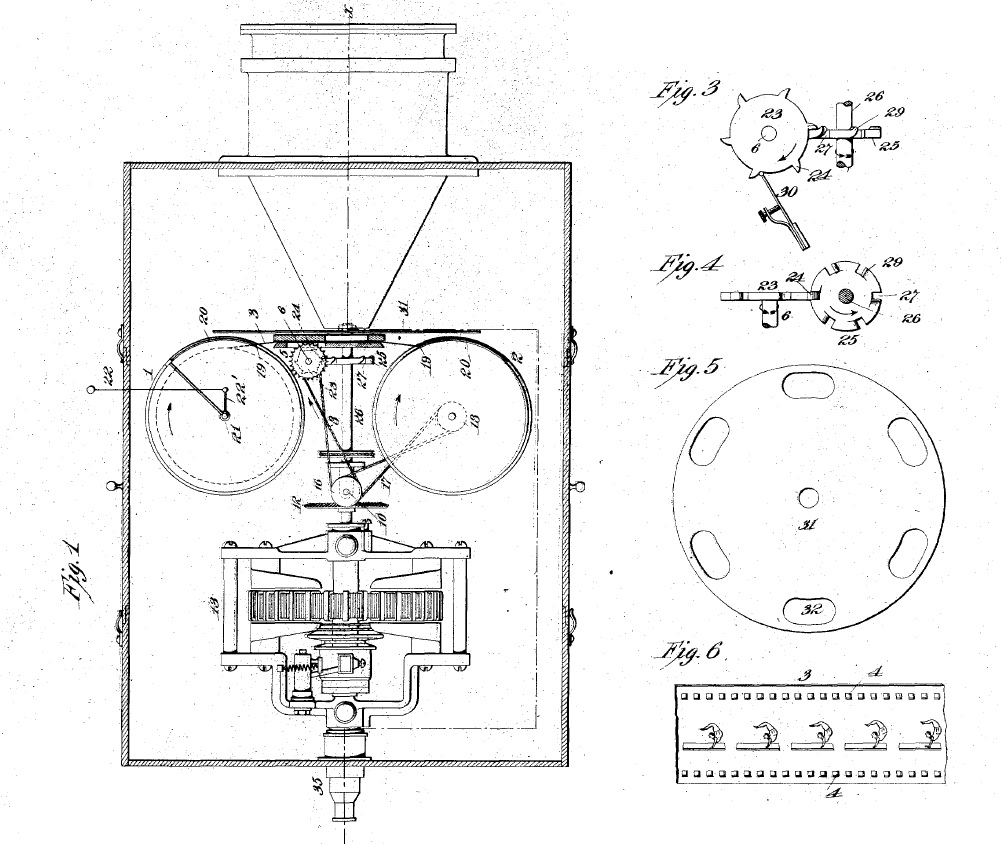
Mécanisme du Kinétographe, avec en détail la came à rochet et l’obturateur (le dessin du film est celui de 1893, le 35 mm).
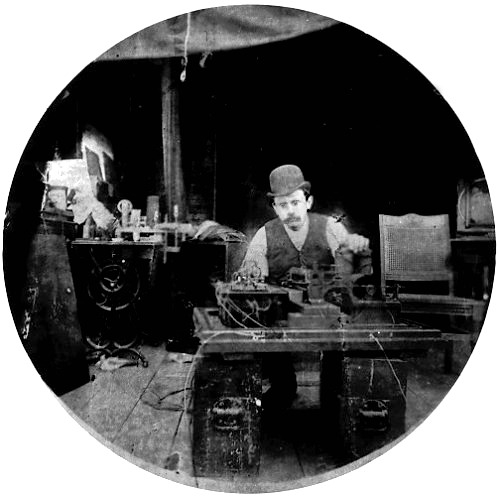
Charles Kayser, l'un des assistants de Dickson, aux commandes du Kinétographe au format 19 mm (1891).
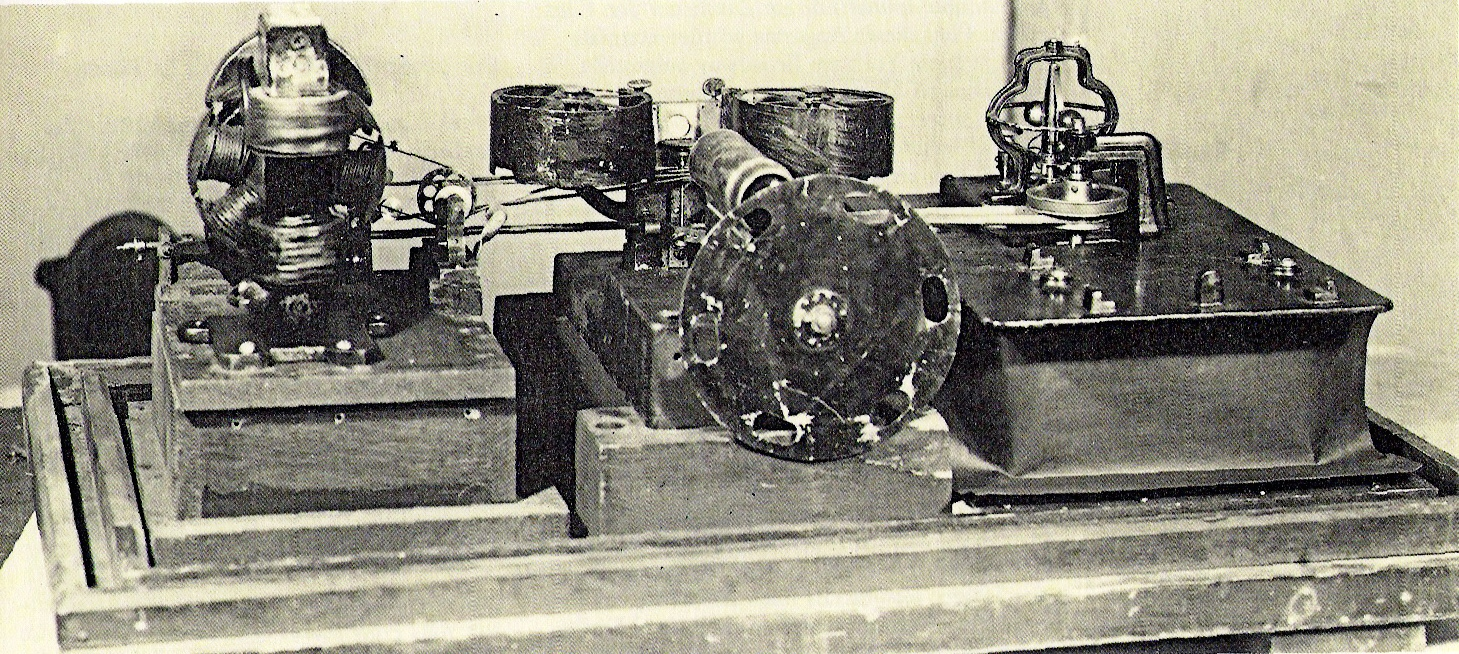
Kinétographe au format 19 mm, à défilement horizontal (en prise de vues, l’appareil est fermé par un couvercle).
- Men Boxing, pseudo combat de boxe où l'on reconnaît Dickson et William Heise (1891).
- Newark Athlete (with Indian Clubs), moulinets aux massues d'athlétisme (1891).

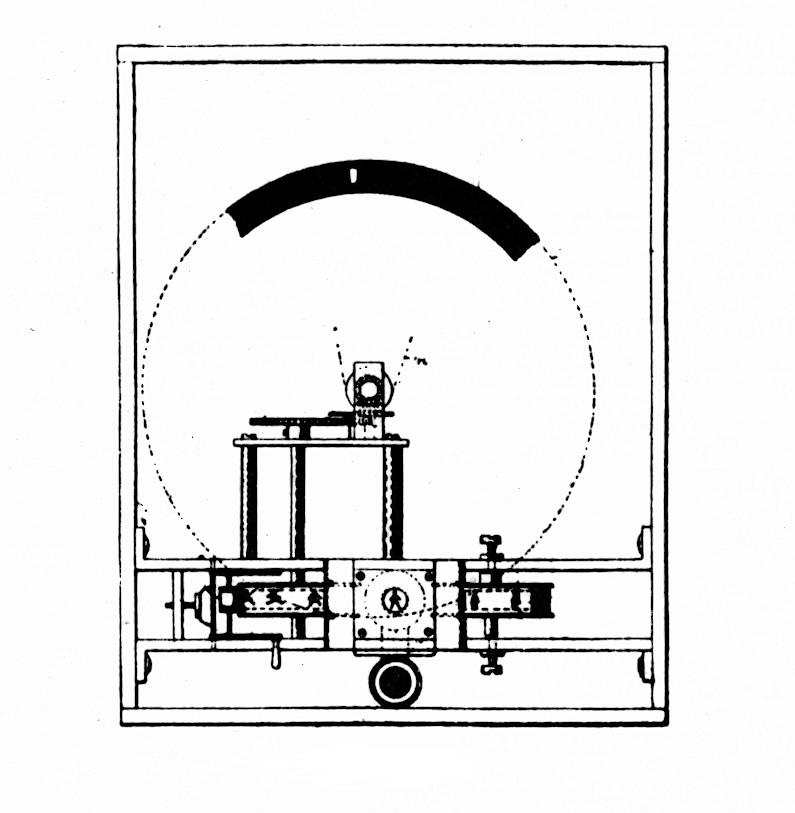
Obturateur rotatif du Kinétoscope, les obturations ont une durée plus longue que la découverte de l’image (échancrure soulignée en noire dans le dessin).

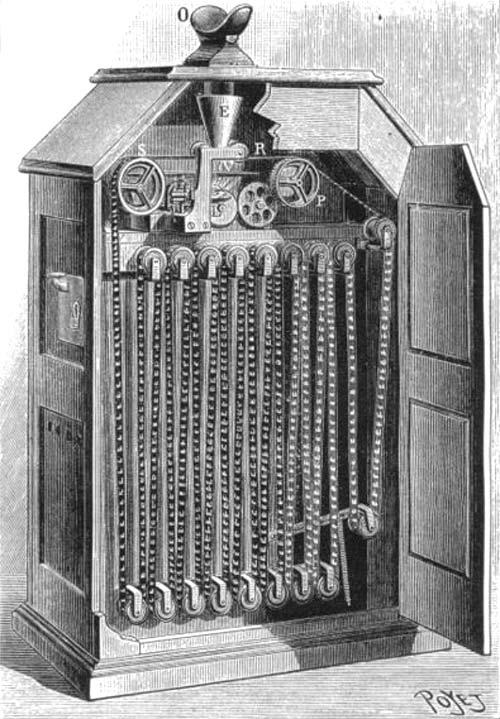
Un kinétoscope ouvert, le film est en boucle.

L’appareil qui a permis cette présentation et les suivantes, s’appelle le Kinétoscope. Cette invention est due apparemment au seul travail de Dickson. Elle permet le visionnement en mouvement des films et fonctionne selon un principe tout à fait différent du Kinétographe. En effet, le film s’y déroule en continu et non de manière intermittente et la restitution du mouvement est due à une sorte d’effet stroboscopique provoqué par la rotation d’un obturateur à disque mobile. L’obturation, très longue par rapport à la découverte de l’image, ne permet pas la projection et même le visionnement par loupe nécessite l’éclairage de la pellicule par une lampe puissante. De toute façon, Thomas Edison ne voit en ces succès qu’un premier pas franchi ; pour lui, le but, le couple image et son, n’est pas encore atteint et nécessite d’autres recherches.

### Le Kinétographe 35 mm
D’autre part, les résultats du format 19 mm ne satisfont ni Edison ni son équipe, l’image trop petite ne présente pas une assez bonne définition. Ils décident alors de couper en deux le ruban Eastman de 70 mm de large, dont ils tirent deux rubans de 35 mm de large. Ils les munissent d’abord, de la même façon que le 19 mm, d’une seule rangée de perforations, puis, constatant une certaine instabilité de l’image, ils passent à deux rangées de perforations encadrant les photogrammes qui, cette fois, sont rectangulaires (format graphique dit paysage) et présentent une surface suffisante pour donner des images d’excellente qualité. Le déroulement de la pellicule est maintenant vertical. Les perforations font l’objet de la part d’Edison de solides dépôts de brevets internationaux, tout comme le Kinétographe. « Edison fit accomplir au cinéma une étape décisive, en créant le film moderne de 35 mm, à quatre paires de perforations par image. » C’est pourquoi, quatre ans plus tard, les frères Lumière mettront au point pour leurs premières vues photographiques animées un format maison qui deviendra vite obsolète, le 35 mm à une seule perforation ronde sur chaque bord de la pellicule, ne voulant pas risquer un procès pour contrefaçon du film Edison,.

Pellicule 35 mm à perforations Edison.

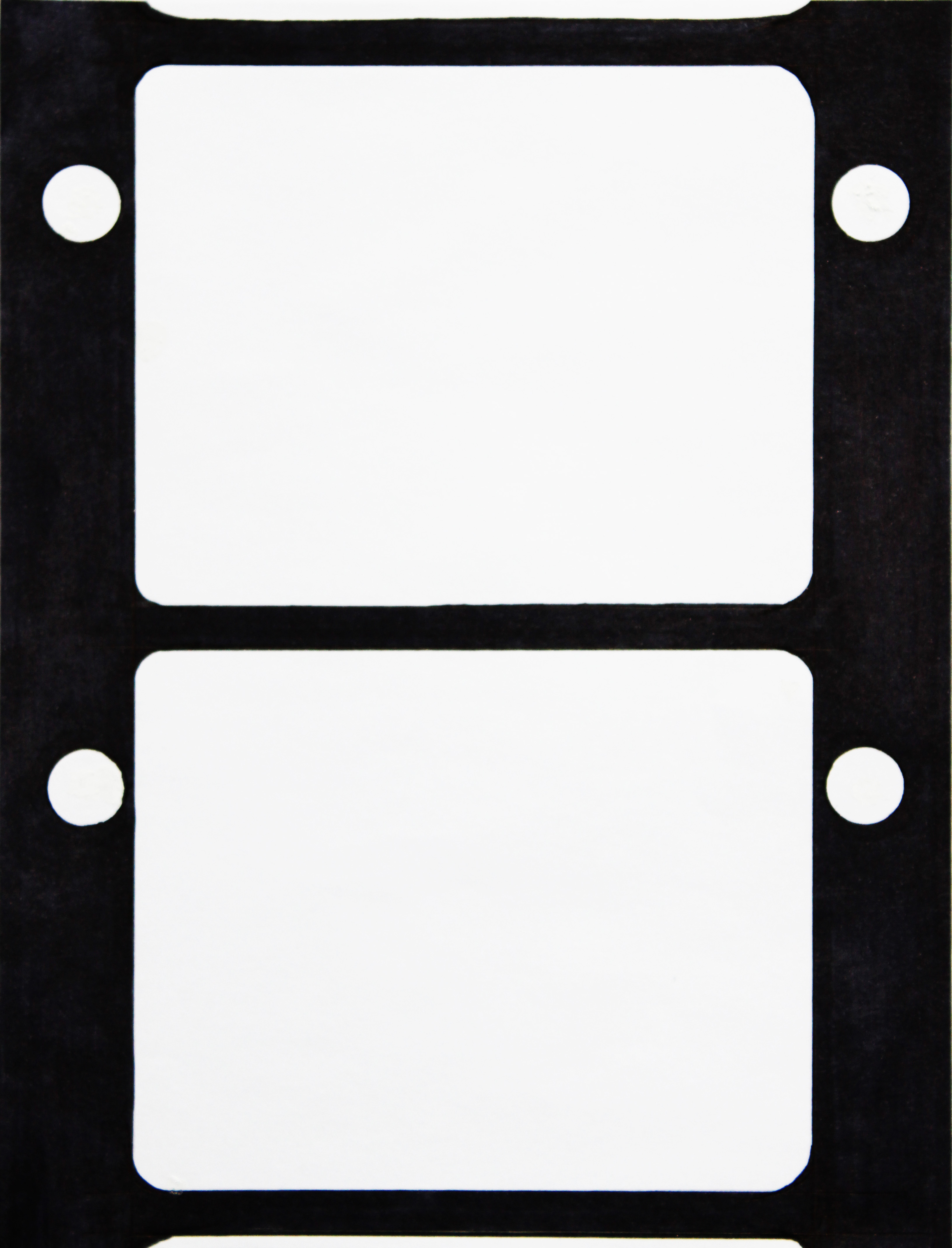
Pellicule 35 mm à perforations Lumière.

La cadence de prise de vues du kinétographe est variable, elle est en principe de 18 images par seconde, mais le moteur asynchrone peut entraîner le mécanisme plus rapidement, à la demande. Cette particularité permet de filmer avec plus d’acuité des gestes vifs (en augmentant la rapidité de l’instantané), ou quand la lumière est trop forte et que la plus grande rapidité de l’instantané diminue d’autant la quantité de lumière reçue par l’émulsion (le kinétographe n'a aucun réglage de l'ouverture de l'objectif et à l’époque le diaphragme n’est pas au point). Cette augmentation de la cadence de prise de vues donne lors du visionnement les premiers ralentis du cinéma. Les prises de vues varient ainsi de 18 à 46 images par seconde, selon les dires d'Edison aussi bien que ceux de Dickson. En revanche, l’appareil qui permet de visionner les films, le kinétoscope, entraîné lui aussi par un moteur électrique, fonctionne à la cadence fixe de 18 images par seconde.
Voici ce qu'Albert Robida, journaliste et romancier français, et Octave Uzanne, homme de lettres et journaliste français, déclarèrent à son propos, dans La Fin des livres, extrait de Contes pour les bibliophiles publié en 1894 : « Vous ignorez peut-être la grande découverte de demain, celle qui bientôt nous stupéfiera. Je veux parler du kinétographe de Thomas Édison, dont j’ai pu voir les premiers essais à Orange-Park dans une récente visite faite au grand électricien près de New-Jersey. Le kinétographe enregistrera le mouvement de l’homme et le reproduira exactement comme le phonographe enregistre et reproduit sa voix. D’ici cinq ou six ans, vous apprécierez cette merveille basée sur la composition des gestes par la photographie instantanée ; le kinétographe sera donc l’illustrateur de la vie quotidienne ».

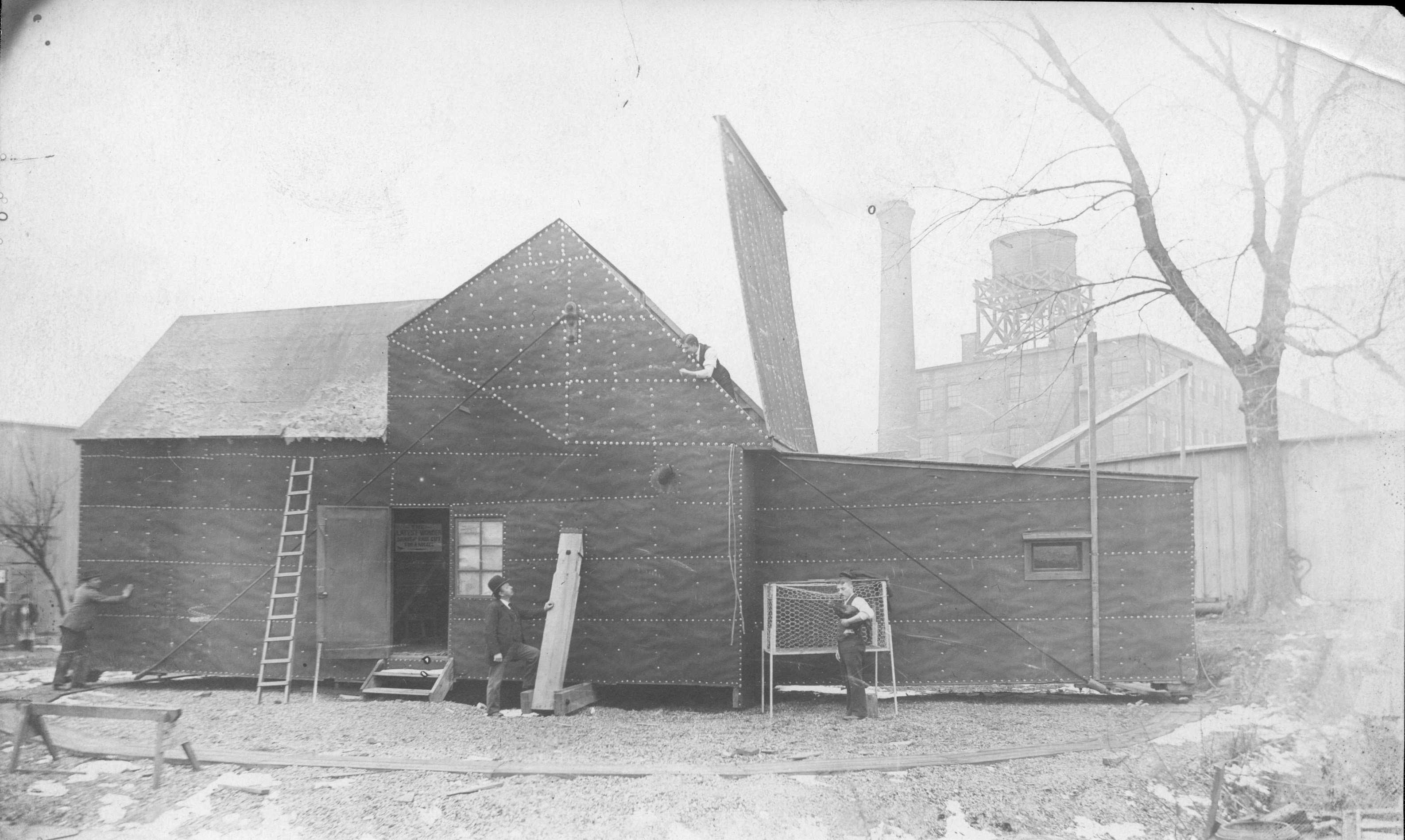
Le Black Maria. Le toit est ouvert pour faire entrer la lumière. On voit le rail circulaire qui permet d'orienter le studio en fonction du soleil, une seule personne y suffit.

De 1892 à 1893, Edison prépare la commercialisation de ses procédés. Il refuse de vendre des exemplaires de son Kinétographe, se le réservant pour tourner des films dans le Black Maria. Il s’agit du premier studio de cinéma de l’histoire, qu’Edison nomme officiellement le Kinetographic Theater. Il est situé, comme les usines d’Edison, à Orange, dans l’état du New Jersey. « C’est un bâtiment léger construit tout entier en papier goudronné. L'intérieur est peint en noir, et, par plein soleil, on y étouffe. Dickson et William Heise, qui l'a rejoint pour diriger les prises de vues, l'affublent du surnom argotique donné aux fourgons cellulaires de la police américaine, les Black Maria, qui étaient noirs, exigus, et d'une forme approchante. Le toit s'ouvre pour laisser entrer l'indispensable lumière du soleil et, quand celui-ci se déplace dans le ciel, on peut, grâce à un pivot central et un rail circulaire, réorienter le petit bâtiment. »
Quelque 148 films vont être tournés dans le Black Maria, y compris les films en format 19 mm, de 1890 à septembre 1895. « Les bandes tournées par Dickson sont à proprement parler les premiers films. » Ces films sont présentés dans le monde entier, par le biais de contrats divers, mais aux États-Unis, Edison inaugure en 1894 ce qu’il appelle les « Kinetoscope Parlors ». Ce sont en fait les ancêtres des salles de cinéma, qui alignent dix ou douze kinétoscopes (Kinetoscope peep show machine) présentant chacun un programme différent (moins d’une minute chacun). Un ou deux appareils sont réservés aux hommes adultes, moyennant un supplément, car les films dont ils sont chargés portent atteinte aux bonnes mœurs. Il ne faut pas croire pourtant qu’il s’agit de films pornographiques, tels que nous les connaissons aujourd’hui. « Au fond de la salle, un peu à l’écart et moyennant un supplément, certains exemplaires présentaient des bobineaux réservés aux messieurs seuls, où l’on pouvait apprécier des dames qui enlèvent leur robe et osent se présenter, suprême audace à l’époque, en collant et maillot! » C’est ainsi que la danseuse espagnole Carmencita dévoile ses mollets en dansant le flamenco et qu’une Fatima exécute une "Danse du Muscle" dans le titre original, autrement dit une danse du ventre. Ces deux films seront victimes de nombreux désagréments de la part des censures locales.

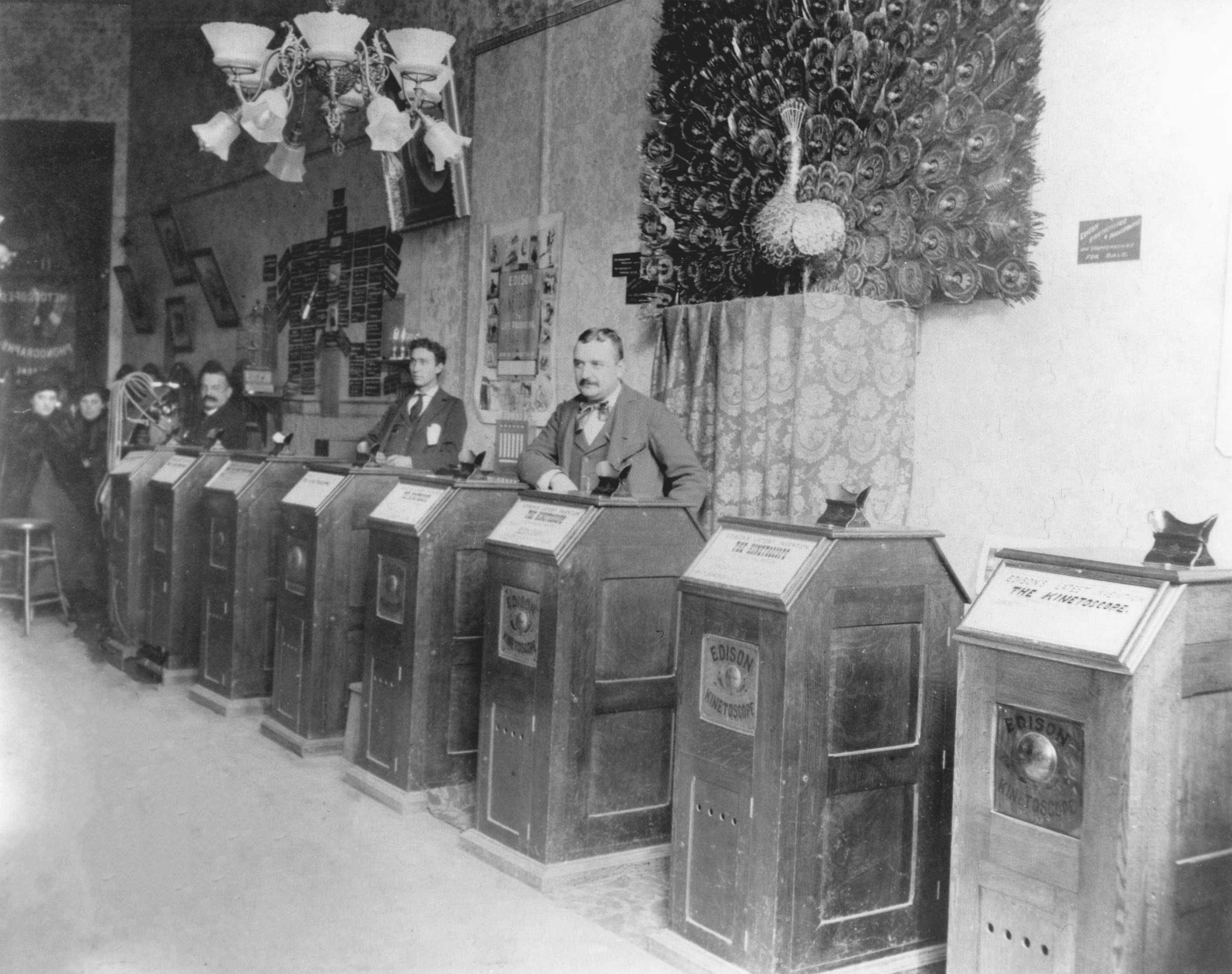
Un Kinetoscope Parlor à San Francisco (1894).

Les salles ouvertes un peu partout rencontrent un énorme succès, à tel point que lorsque Dickson ose suggérer à Edison que la projection sur écran, telle qu’on la connaissait depuis longtemps avec les images fixes des lanternes magiques, serait sans doute un plus dans l’exploitation des films, Edison lui répond : « Non, si nous fabriquons ces projecteurs d'images, comme vous nous le demandez, nous gâcherons tout. Nous produisons ces kinétoscopes et nous en vendons beaucoup, pour un bon profit. Si nous lançons ce projecteur, il n'y en aura peut-être plus besoin que de 10 pour l'ensemble des États-Unis. Avec un tel nombre de projecteurs, vous pourriez montrer les images à tout le monde dans le pays — et ensuite, ce serait fini. Ne tuons pas la poule aux œufs d'or. »
Ce succès ne passe pas inaperçu. Bien au contraire, il attise l’esprit d’invention dans le monde entier. Le 26 décembre 1894, un article du Lyon républicain rapporte que « les frères Lumière [...] travaillent actuellement à la construction d’un nouveau kinétographe, non moins remarquable que celui d’Edison et dont les Lyonnais auront sous peu, croyons-nous, la primeur ». Cet article, qui cite le kinétographe préexistant, montre bien que les deux frères lyonnais travaillent sur la piste ouverte par Edison. Visant à vendre aux particuliers une caméra « réversible », c’est-à-dire capable d’effectuer, et les prises de vues, et les projections, en les accompagnant de films vierges et de films déjà tournés, Louis Lumière, secondé par l’ingénieur Jules Carpentier, invente le cinématographe, une caméra beaucoup plus perfectionnée que le kinétographe, moins lourde et plus pratique (elle n’a pas besoin d’électricité et fonctionne à la manivelle).

## Les films Edison
Les sujets filmés par le kinétographe ressortissent du cirque ou du music-hall : une princesse Ali viendrait d’Égypte et danse sur le plateau du Black Maria. Hadj Cheriff, jongleur aux couteaux, fait froid dans le dos par son audace farouche. Une supposée Danse impériale montre une chorégraphie qui se veut japonaise, une autre est une véritable Danse écossaise. Quant à la Danse du Papillon (et sa suite, dite Danse serpentine), elles sont les premiers essais de colorisation au pinceau de chaque photogramme, et le bel effet qu'elles produisent est aujourd'hui toujours agréable à l'œil. « Caïcedo, roi de la voltige (Caicedo, with Pole), enregistré à 40 images par seconde [parce qu'il y a trop de soleil], montre l'équilibriste sur une corde tendue derrière le Black Maria, et nous offre sauts et pirouettes en inaugurant un ralenti de deux fois. Les acrobaties deviennent un véritable ballet aérien. »
Sandow, l’homme le plus fort du monde exhibe un culturiste allemand fier de son corps musclé, filmé en plan américain, tandis qu’une contorsionniste anglaise, Bertoldi, se désarticule sur une table. Les Chats boxeurs et Combat de coqs nous plongent dans les bas-fonds du Bronx. Buffalo Bill, en personne, fait une apparition, tandis que les Indiens de sa troupe exécutent plusieurs danses rituelles, dont une Danse des bisons. Quant à la championne de tir Annie Oakley, elle atteint toutes ses cibles. Les Forgerons au travail sont en réalité joués par des employés d’Edison, qui boivent une bière après quelques coups de marteau.

Un autre employé, Fred Ott, éternue comiquement face à la caméra dans L'Éternuement de Fred Ott. Dickson, qui est le premier réalisateur du cinéma, est plein d’invention, il le filme en légère contre-plongée, et le cadrage utilisé est le plan rapproché (à mi-poitrine) et là encore, c’est une première… Fred Ott clamera plus tard qu’il a été la première star du cinéma ! Pour citer l'historien du cinéma américain Charles Musser, « une profonde transformation de la vie américaine et de sa culture du spectacle, venait de commencer ».
En attendant, les réticences et même les résistances à l’émergence de ce nouveau spectacle sont nombreuses aux États-Unis. Le film Carmencita, tourné dans le Black Maria en mars 1894, est présenté dans le New Jersey en période estivale, dans la station balnéaire d’Asbury Park. Le fondateur de la ville, James A. Bradley, également militant et membre de la communauté méthodiste, nouvellement élu sénateur, « avait été tellement choqué par la vue des dentelles et des chevilles nues de Carmencita, qu'il s'en plaignit auprès du maire Abraham Ten Broeck. On ordonna donc au tenancier du salon de retirer le film licencieux, qu'il remplaça par les Chats boxeurs », ainsi que le rapporte le quotidien Newark Evening News du 17 juillet 1894. Rappelons qu’à cette époque, les femmes portent toutes des robes longues qui les couvrent des pieds au menton. Leurs cheveux sont dissimulés en grande partie par un foulard ou un chapeau. Tout autre accoutrement relève de la prostitution, ou du moins des dites « femmes faciles ».

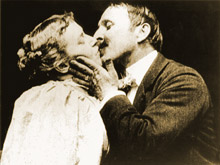
The Kiss (1896).

En août 1894, un exploitant de San Francisco est arrêté pour une représentation kinétoscopique « présumée indécente », toujours Carmencita. À l'origine de la plainte, la Pacific Society for the Suppression of Vice dont les cibles favorites sont la littérature licencieuse, les livres et images obscènes, la vente de morphine, de cocaïne, d’opium, de tabac, de spiritueux, et de billets de loterie, et qui revendique plus de soixante-dix arrestations et quarante-huit condamnations en seulement deux mois. D’autres films sont visés par les attaques censoriales locales. « La danseuse Fatima, que l’on avait placée devant un décor exotique pour qu’elle exécute une "danse du muscle", autrement dit une danse du ventre, avait effrayé les censeurs puritains qui avaient exigé qu’elle soit en partie dissimulée par la surimpression de caches photographiques noirs, positionnés l’un au niveau du bas-ventre, le second au niveau des seins, deux parties de sa personne que Fatima savait si bien remuer. Heureusement, l’original non censuré a été aussi conservé. »
En 1896, William Heise, ancien assistant de Dickson, qu’il remplace auprès d’Edison après leur brouille à propos de la projection, tourne Le Baiser de Rice-Irwin (The Kiss), qui montre en plan mi-moyen le couple de comédiens quadragénaires qui triomphe à Broadway, interprétant devant le kinétographe les dernières répliques de leur pièce et le baiser final. Ce chaste baiser est pourtant reçu comme une obscénité scandaleuse qui provoque de véritables manifestations pour en interdire le passage dans les kinetoscope parlors.
En 1914, un incendie éclate dans le complexe Edison de West Orange et détruit tous les films et les enregistrements sonores, mettant un point final aux essais d’Edison pour marier le son et l’image. Heureusement, Edison avait institué auparavant, pour lutter contre le piratage de ses films, un dépôt systématique de copies à la Bibliothèque du Congrès. Comme il n’était pas question d’y déposer des films en nitrate de cellulose hautement inflammable, il avait fait exécuter des copies sur un support 35 mm perforé en papier enduit de gélatine photosensible. Ces copies, précieuses car uniques, n’avaient pas bien sûr la qualité des films originaux, mais, après cet incendie, les dépôts papier d’Edison ont permis aux historiens et cinémathécaires américains de reconstituer une partie de ces films disparus dans les flammes.